# Mustafa Hasanagić
Mustafa Hasanagić, cirill betűkkel Мустафа Хасанагић (Priboj, 1941. április 20. – 2023. november 12.) jugoszláv válogatott bosnyák származású szerb labdarúgó, csatár, edző. Jugoszláv bajnoki gólkirály (1966–67).

## Pályafutása

### Klubcsapatban
A priboji FAP korosztályos csapatában kezdte a labdarúgást. 1958-ban mutatkozott be az első csapatban. 1962 és 1969 között a Partizan labdarúgója volt. A belgrádi csapattal két jugoszláv bajnoki címet nyert (1962–63, 1964–65). Az 1965–66-os idényben a BEK döntőjéig jutott a csapattal, ahol 2–1 vereséget szenvedtek a Real Madridtól. Az 1966–67-es idényben jugoszláv bajnoki gólkirály lett 18 góllal. 1969–70-ben a svájci Servette, majd 1970–71-ben a La Chaux-de-Fonds játékosa volt.

### A válogatottban
1965 és 1967 között öt alkalommal szerepelt a jugoszláv válogatottban.

### Edzőként
1974 és 1976 között a török Ankaragücü csapatának a vezetőedzőjeként tevékenykedett.

## Sikerei, díjai
FK Partizan
- Jugoszláv bajnokság
  - bajnok: 1962–63, 1964–65
  - gólkirály: 1966–67 (18 gól)
- Bajnokcsapatok Európa-kupája (BEK)
  - döntős: 1965–66

## Statisztika

### Mérkőzései a jugoszláv válogatottban
| Jugoszlávia | Jugoszlávia          | Jugoszlávia                    | Jugoszlávia  | Jugoszlávia | Jugoszlávia | Jugoszlávia  | Jugoszlávia | Jugoszlávia |
| #           | Dátum                | Helyszín                       | Hazai        | Eredmény    | Vendég      | Kiírás       | Gólok       | Esemény     |
| ----------- | -------------------- | ------------------------------ | ------------ | ----------- | ----------- | ------------ | ----------- | ----------- |
| 1.          | 1965. november 7.    | Belgrád, JNA-stadion           | Jugoszlávia  | 1 – 1       | Norvégia    | vb-selejtező | -           |             |
| 2.          | 1966. június 1.      | Belgrád, JNA Stadion           | Jugoszlávia  | 0 – 2       | Bulgária    | barátságos   | -           | 55'         |
| 3.          | 1966. szeptember 18. | Belgrád, JNA Stadion           | Jugoszlávia  | 1 – 2       | Szovjetunió | barátságos   | -           | 69'         |
| 4.          | 1967. április 23.    | Budapest, Népstadion           | Magyarország | 1 – 0       | Jugoszlávia | barátságos   | -           |             |
| 5.          | 1967. május 3.       | Belgrád, Crvena zvezda stadion | Jugoszlávia  | 1 – 0       | NSZK        | Eb-selejtező | -           |             |
|             | Összesen             |                                |              | 5           | mérkőzés    |              | 0           | gól         |